# Echarate
Echarate est une ville du Pérou, capitale du district d'Echarate, dans la région de Cuzco.